# 埃米莉·尤尔·摩勒
埃米莉·尤尔·摩勒（丹麥語：Emilie Juul Møller，1994年10月17日—），丹麥女子羽毛球運動員。

## 簡歷
2014年5月，埃米莉·尤尔·摩勒與塞西莉·森托合作贏得里加國際賽女子雙打冠軍。
2015年，埃米莉·尤尔·摩勒繼續與塞西莉·森托合作在1月進行的冰島國際賽贏得亞軍，其後又先後在里加國際賽、立陶宛國際賽和白夜羽毛球賽打進四強。

## 主要比賽成績
只列出曾進入準決賽的國際賽事成績：
| 年份   | 賽事                 | 公開賽級別 | 項目     | 拍檔              | 成績   |
| ------ | -------------------- | ---------- | -------- | ----------------- | ------ |
| 2014年 | 里加羽毛球國際賽     | 未來系列賽 | 女子雙打 | 塞西莉·森托       | 冠軍   |
| 2014年 | 里加羽毛球國際賽     | 未來系列賽 | 混合雙打 | M·K·亨里克森      | 準決賽 |
| 2015年 | 冰島羽毛球國際賽     | 國際系列賽 | 女子雙打 | 塞西莉·森托       | 亞軍   |
| 2015年 | 里加羽毛球國際賽     | 未來系列賽 | 女子雙打 | 塞西莉·森托       | 準決賽 |
| 2015年 | 立陶宛羽毛球國際賽   | 未來系列賽 | 女子雙打 | 塞西莉·森托       | 準決賽 |
| 2015年 | 白夜羽毛球賽         | 國際挑戰賽 | 女子雙打 | 塞西莉·森托       | 準決賽 |
| 2015年 | 匈牙利羽毛球國際賽   | 國際系列賽 | 女子雙打 | 塞西莉·森托       | 準決賽 |
| 2015年 | 芬蘭羽毛球國際賽     | 國際系列賽 | 混合雙打 | 克里斯托弗·克努森 | 亞軍   |
| 2016年 | 挪威羽毛球國際賽     | 國際系列賽 | 混合雙打 | 克里斯托弗·克努森 | 準決賽 |
| 2017年 | 葡萄牙羽毛球國際賽   | 國際系列賽 | 女子雙打 | 麦尔·苏罗         | 亞軍   |
| 2017年 | 哈爾科夫羽毛球國際賽 | 國際挑戰賽 | 混合雙打 | 乔希姆·佩尔森     | 準決賽 |
| 2017年 | 匈牙利羽毛球國際賽   | 國際系列賽 | 女子雙打 | 加布里埃拉·博尔   | 準決賽 |

| 2007-2017年 | 首要超級賽 | 超級賽 | 黃金大獎賽 | 大獎賽 | 國際挑戰賽 | 國際系列賽 | 未來系列賽 | 其他 |